# محمدان
محمدان، شهری در بخش مرکزی شهرستان بمپور در استان سیستان و بلوچستان ایران است.
این روستا در تاریخ ۲۹ مهر ۱۳۸۶ با تغییر نام از محمدآباد به محمدان به شهر ارتقا یافت.

## جمعیت
بر پایه سرشماری عمومی نفوس و مسکن در سال ۱۳۹۵، جمعیت شهر محمدان برابر با ۱۰٬۳۰۲ نفر (۲٬۵۵۰ خانوار) بوده است.